# さつきが丘名店街
さつきが丘名店街（さつきがおかめいてんがい）は千葉県千葉市花見川区さつきが丘にある商店街。さつきが丘団地の中央部に位置する。

## 概要
千葉県千葉市さつきが丘2丁目及び1丁目に跨り、東西方向に伸びる約250mの商店街。1丁目と2丁目の境界になっている盛り土の上を走る道路を境に、西側は個人商店が立ち並び、東側にはスーパーマーケットのトップマート、ドラッグストアのウエルシア薬局及び花見川郵便局が立地しており、それぞれは盛り土を貫くトンネルで直接移動できる。
商店街へのアクセスルートとして、歩行者と自転車用に公道と連絡する階段や坂などが点在しており、その数は8箇所にのぼる（商店街店舗用の駐車場への出入り口を除く）。
地域の人口が多かった昭和50年代は夕方になると商店街は人同士の肩が触れ合うほどの大混雑をみせ、近隣中学の生徒の通学路としての商店街の通行が禁止されていた時期もあったほどであるが、現在は地域の少子高齢化が進んだことから、昔と比べ利用者はかなり少なくなっている。

## 現在
現在は昔と比べて人通りが減っており、1部の店舗はシャッターを閉じている。しかし、毎年夏頃に1〜2回ほどイベントが開催されている。このイベントでは屋台や移動販売車が立ち並び、家族連れや地元の若者同士が集まり、地域住民でにぎわいを見せる。こうしたイベントを通して、かつての名店街の活気を取り戻すための取り組みが続けられている。

## 主な店舗
2024年10月現在、以下の店舗が立地している。
- らうんじ江口
- ビューティーハウスどりーむ
- Doze Life Food ドゥーズライフフード
- さつきが丘接骨院
- ふじや靴店
- オートプラザKAME さつきが丘店
- キッチンさつきが丘
- REST1020
- 駄菓子屋くれよん
- あけぼのさつきが丘店
- 東日本住宅 千葉西営業所
- ヘア&オアシス サカイ
- レインボーパソコン倶楽部
- 飲み処ひと笑
- トップマート さつきが丘店
- 京葉銀行さつきが丘支店
- ウエルシア薬局 千葉さつきが丘店
- 花見川郵便局

## 観光利用
当商店街は、建物のほとんどが商店街が開業した昭和50年頃のものであり、趣があることや、商店街西側が右カーブの形状になっていて、独特なロケーションのでの撮影ができることから、映画やドラマの撮影現場に使われることがある。過去には日本テレビ系列のドラマ「奥様は、取り扱い注意」の映画版のワンシーンの撮影で商店街が使われ、公開の際には商店街に映画のポスターが貼られたこともあった。

## 交通
当商店街の一部店舗には駐車場を構えているところもあるが、いずれも規模が大きくないため外部から訪問する場合は近隣のコインパーキングに駐車するか路線バスでのアクセスが推奨される。
- JR東日本中央・総武緩行線新検見川駅から京成バスさつきが丘団地行き乗車。さつきが丘第二バス停下車。
- JR東日本中央・総武緩行線及び総武快速線稲毛駅から京成バスさつきが丘団地行き乗車。さつきが丘第二バス停下車。